# Yerida
Yerida (em hebraico:  ירידה yerida, "descida") é uma palavra hebraica que se refere à emigração por judeus isralenses do Estado de Israel (ou em textos religiosos, da Terra de Israel). Yerida é o oposto de Aliyah (עליה, literalmente "ascensão"), que é a imigração para Israel. Os sionistas são geralmente críticos do ato de yerida e o termo é um tanto depreciativo.
As razões mais comuns para a emigração são o alto custo de vida, o desejo de escapar da instabilidade do curso violência política palestina e do conflito Árabe–Israelense, ambições acadêmicas ou profissionais e a desilusão com a sociedade israelense.

## Etimologia
Os emigrantes de Israel são conhecidos como yordim ("aqueles que vão para baixo [de Israel]"). Imigrantes para Israel são conhecidos como olim ("aqueles que vão até [para Israel]"). O uso da palavra hebraica "Yored" (que significa "descendente") é um hotel moderno de renovação de um termo tomado da Torá: "אנכי ארד עמך מצרימה ואנכי אעלך גם עלו" ("eu mesmo descerei com você para o Egito, e também trarei novamente" Gênesis 46:4), 
"ויהי רעב בארץ; וירד אברם מצרימה לגור שם כי-כבד הרעב בארץ" ("Ora, havia fome naquela terra, e Abraão desceu ao Egito para ali viver, porque a fome era extrema." Gênesis 12:10), 
e a partir da Mishná: "הכל מעלין לארץ ישראל ואין הכל מוציאין", 
e do Talmude "ארץ ישראל גבוה מכל הארצות" (A Terra de Israel é superior a todas as [outras] terras).

## A lei judaica
A Lei judaica ou Halakha define certas restrições à emigração de Israel. De acordo com Moisés Maimônides, é permitido somente emigrar e se instalar no exterior em casos de grande fome. Joseph Trani determinou que é admissível para a emigração de Israel para o casamento, para o estudo de Torá, ou para sustentar-se, inclusive nos casos em que a fome não esteja presente. Em qualquer caso, a emigração de Israel e até mesmo a saída temporária não é considerada pelo judaísmo ortodoxo ou conservador como ato digno de um homem.

## História
É difícil estimar o número de pessoas que emigraram de Israel entre o início do movimento Sionista e a criação do estado de Israel, ou a proporção de emigrantes em comparação com o número de imigrantes no país. Estimativas do grau de emigração durante o período inicial do assentamento Sionista na Palestina com a Primeira Aliá, bem como a Segunda Aliá, estão num intervalo entre aproximadamente 40% (uma estimativa feita por Joshua Kaniel) de todos os imigrantes e até 80-90%. Embora o número exato seja desconhecido, sabe-se que muitos dos imigrantes Judeus de origem europeia durante esse período desistiram depois de alguns meses e partiram para outros países, muitas vezes sofrendo de fome e doenças. Na última parte da Quarta Aliá, de 1926 a 1928, as autoridades do Mandato Britânico da Palestina registraram 17972 imigrantes judeus, e a Agência Judaica contava cerca de 1100 a mais, que não foram registrados pelas autoridades. Durante o mesmo período, as autoridades registraram 14607 emigrantes judeus. No geral, estima-se que cerca de 60000 judeus emigraram do Mandato Britânico da  Palestina entre 1923 e 1948, e que o número total de Judeus que emigraram desde o início do projeto Sionista até a criação do Estado isralense foi de cerca de 90.000.
Depois que Israel foi criado em 1948, o país experimentou uma onda de imigração em massa, de 1948 a 1951, principalmente a partir da Europa pós-Holocausto e dos países Árabes e Muçulmanos, com a absorção de 688000 imigrantes durante esse período. No entanto, cerca de 10% desses imigrantes viriam a deixar o país nos anos seguintes, principalmente para o Canadá, a Austrália e a América do Sul. Um pequeno número foi para os Estados Unidos, e pensava-se que os EUA seriam o principal destino não fossem as restrições estabelecidas pela Lei de Imigração de 1924, não estivessem valendo. Em 1953, a onda de imigração havia se reduzido e a emigração foi aumentando. Inicialmente, a emigração de Israel estava composta em grande parte por imigrantes que estavam insatisfeitos com a vida no novo país, mas em meados da década de 1970, o número de israelenses natos deixando o país cresceu.
De 1948 a 1961, os cidadãos israelenses tinham de se submeter à exigência de um visto de saída, bem como um passaporte para viajar para o exterior, mesmo que temporariamente. Inicialmente, a intenção era impedir a saída dos Judeus que deveriam estar lutando pelo país, mas também devido a uma percepção de que aqueles que estavam partindo prejudicavam a solidariedade nacional. Após a guerra, as restrições foram um pouco aliviadas, mas ainda havia muitos obstáculos administrativos, colocados no caminho os que desejavam emigrar. Para impedir a saída de moeda estrangeira, as passagens só poderiam ser compradas com dinheiro enviado do exterior. A necessidade geral para um visto de saída foi finalmente abolida em 1961, depois de vários processos judiciais e decisões Knesset, o poder legislativo no nível nacional de Israel.
Em 1980, o vice-Primeiro-Ministro Simha Erlich e o Diretor da Agência Judaica Shmuel Lahis estudaram a questão da emigração para os Estados Unidos. O Relatório Lahis estimou haver de 300000 a 500000 Israelenses vivendo nos Estados Unidos, principalmente em Nova York e Los Angeles. Em 1982, Dov Shilansky, um membro do gabinete israelense que recebeu a tarefa de combater o problema, observou que cerca de 300000 israelense emigraram desde 1948, e atribuiu ao déficit habitacional e ao desemprego elevado como as principais razões para a emigração israelense naquele momento.
A Yerida disparou em meados da década de 1980, devido a uma combinação dos efeitos da Guerra do Líbano de 1982, à exposição de turistas israelenses a outras culturas e a novas oportunidades em outros países Ocidentais, e à crise econômica provocada pela crise bancária de 1983. Em 1984 e 1985, mais judeus emigraram de Israel do que imigraram para Israel. Na época, o governo israelense ficou alarmado sobre a grande emigração:  os políticos e entidades de governo, muitas vezes citavam estatísticas, alegando que centenas de milhares de israelenses foram viver no exterior. No entanto, estas estatísticas podem não ter sido precisas; nessa época, Pini Herman, um demógrafo, entrevistou um estatístico do governo de Israel, encarregado de compilar dados sobre yordim. De acordo com Herman, os dados mostraram que, desde 1948, menos de 400000 israelense tinham ido para o estrangeiro e nunca mais voltado. Quando ele perguntou-lhe como outras entidades governamentais, regularmente clamavam números muito mais elevados, o estatístico disse que o seu escritório nunca foi consultado a respeito.
Em novembro de 2003, o Ministério da Imigração e Absorção estimou que 750000 israelenses foram viver no exterior, principalmente nos Estados Unidos e no Canadá—cerca de 12,5 por cento da população Judaica de Israel.
Em abril de 2008, o |Ministério da Imigração e Absorção estimou que 700000 israelenses foram viver no exterior, e destas, de 450000 estavam vivendo nos EUA e Canadá, mais 50 a 70 mil no Reino Unido.
Em 2012, um novo banco de dados global de Religião Global, construído pelo Pew Research Center, mostrou que havia um total de 330000 israelenses natos, incluindo dentre eles 230000 judeus, vivendo no exterior, cerca de 4% da população judaica nata em Israel. Imigrantes para Israel, que mais tarde partiram para outros países, não foram contados. Danny Gadot, do consulado israelense em Los Angeles, afirmou que, embora se estime que cerca de 600 a 750 mil vivam nos Estados Unidos, muitos não eram israelenses natos e na verdade são filhos de emigrantes israelenses, pois os filhos de israelenses nascidos no estrangeiro são contados como cidadãos israelenses. Nesse ano, foi relatado que yerida tinha atingido o valor mais baixo em 40 anos, enquanto o número de israelenses retornados do exterior aumentou.

## Razões para o fenômeno da emigração
Os principais motivos para sair de Israel são geralmente relacionados o desejo dos emigrantes para a melhoria do padrão de vida, ou a busca de oportunidades de trabalho e ascensão profissional e para a obtenção de ensino superior. Pesquisas entre os emigrantes têm mostrado que a situação política e as ameaças de segurança em Israel não estão entre os principais fatores para a emigração. A emigração também é comum entre os novos imigrantes que não conseguem se integrar com sucesso na sociedade israelense, especialmente se eles foram incapazes de dominar a língua hebraica ou que não foram capazes de se integrar à força de trabalho, ou que já fizeram uma grande mudança de residência em suas vidas e, portanto, consideraram melhor mudar-se novamente. Alguns dos imigrantes mudam-se para um terceiro país, quase sempre no Ocidente, e alguns deles retornam para o seu país de origem, um fenômeno que aumenta quando as condições no país de origem melhoram, como ocorreu nos países da ex-URSS na primeira década do século XXI.

## A emigração e a ideologia sionista
A rejeição à emigração de Israel é um princípio fundamental em todas as formas de Sionismo como um corolário da "Negação da Diáspora" no Sionismo que, de acordo com Eliezer Schweid, foi um princípio central da educação sionista israelense até a década de 1970, quando havia uma necessidade de Israel de reconciliar-se com a diáspora Judaica e a sua enorme apoio de Israel em seguida à Guerra dos Seis Dias.